# Autor

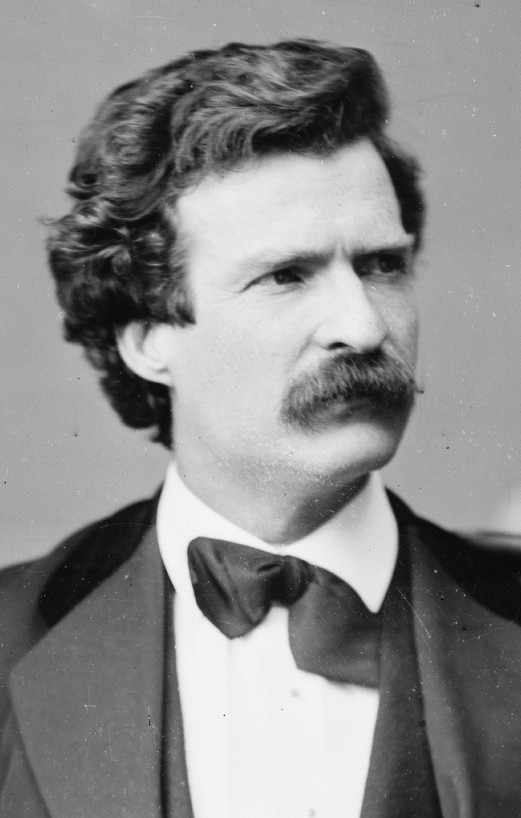
Mark Twain foi um proeminente autor americano em vários gêneros, incluindo ficção e jornalismo, durante o século XIX.

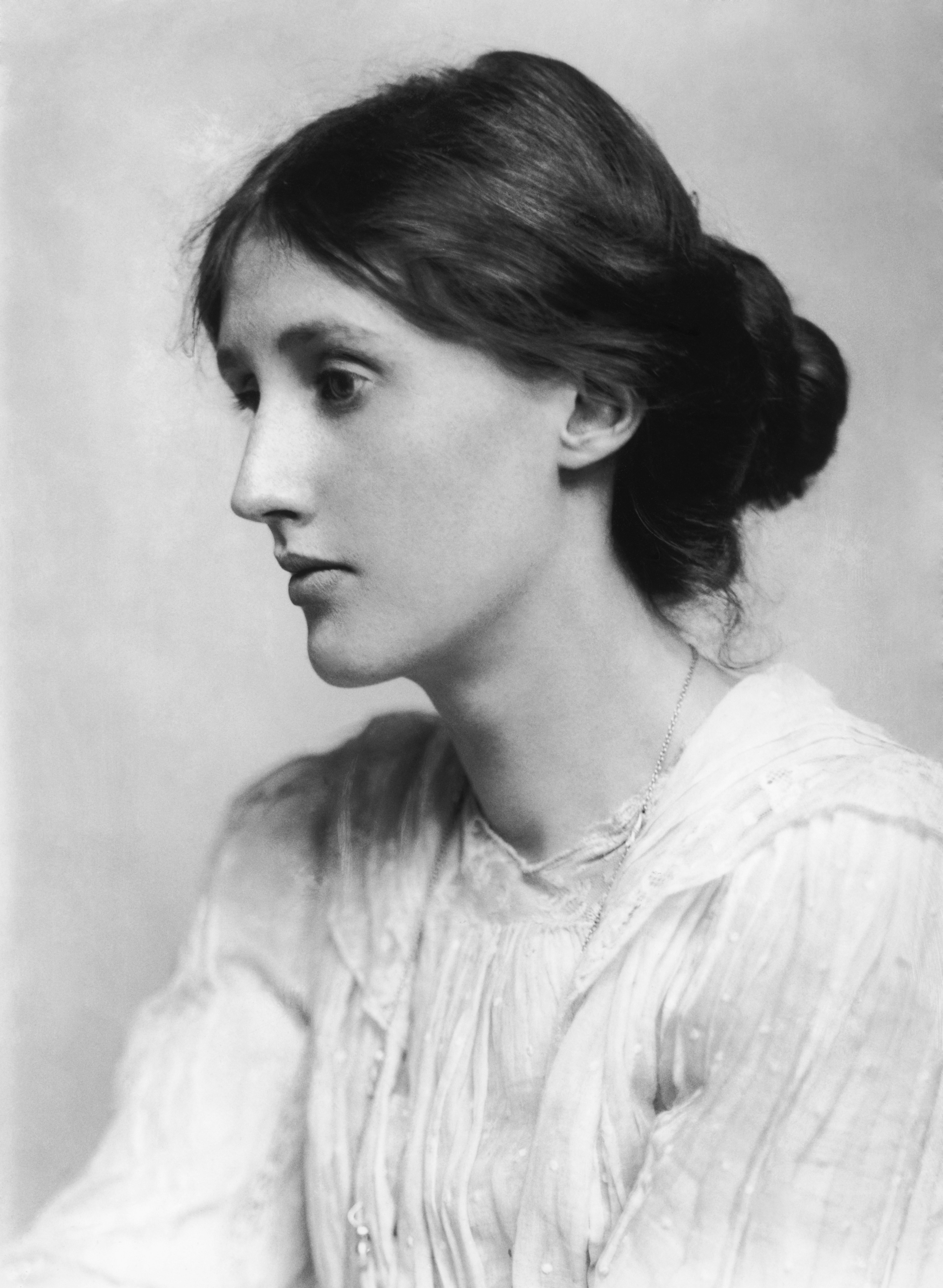
Virginia Woolf, uma das autoras mulheres mais influentes do século XX.

Autor (do latim auctor, derivado do verbo augeo, 'aumentar') é aquele que cria, causa ou dá origem a alguma coisa, especialmente obra literária, artística ou científica. É diferente de narrador. Na narratologia, o autor é uma das entidades da história. 
Roland Barthes escreve, em seu ensaio "Morte do Autor" (1968), que "é a língua que fala, não o autor". As palavras e a linguagem de um texto determinam e expõem o significado para Barthes, e não para alguém que tenha responsabilidade legal pelo processo de sua produção. Cada linha de texto escrito é um mero reflexo de referências de qualquer uma das muitas tradições, ou, como Barthes coloca, "o texto é um tecido de citações retiradas dos inúmeros centros de cultura"; nunca é original. Com isso, a perspectiva do autor é retirada do texto, e os limites anteriormente impostos pela ideia de uma voz autoral, um sentido último e universal, são destruídos. A explicação e o significado de uma obra não precisam ser buscados naquele que a produziu, "como se sempre fosse no final, através da alegoria mais ou menos transparente da ficção, a voz de uma única pessoa, o autor 'confiando' em nós". A psique, a cultura, o fanatismo de um autor podem ser desconsiderados quando se interpreta um texto, porque as próprias palavras são suficientemente ricas com todas as tradições da linguagem. Para expor significados em um trabalho escrito sem apelar para a celebridade de um autor, seus gostos, paixões, vícios, é, para Barthes, permitir que a linguagem fale, ao invés de autor.
Michel Foucault argumenta em seu ensaio "O que é um autor?" (1969) que todos os autores são escritores, mas nem todos os escritores são autores. Ele afirma que "uma carta particular pode ter um signatário - ela não tem um autor". Para um leitor atribuir o título de autor a qualquer trabalho escrito é atribuir certos padrões ao texto que, para Foucault, está trabalhando em conjunto com a ideia de "a função de autor". A função de autor de Foucault é a ideia de que um autor existe apenas em função de um trabalho escrito, uma parte de sua estrutura, mas não necessariamente parte do processo interpretativo. O nome do autor "indica o status do discurso dentro de uma sociedade e cultura", e em algum momento foi usado como uma âncora para interpretar um texto, uma prática que Barthes argumentaria não ser um esforço particularmente relevante ou válido.
Expandindo a posição de Foucault, Alexander Nehamas escreve que Foucault sugere que "um autor [...] é quem pode ser entendido como tendo produzido um texto em particular como o interpretamos", não necessariamente quem escreveu o texto.[carece de fontes?] É essa distinção entre produzir uma obra escrita e produzir a interpretação ou o significado em uma obra escrita na qual tanto Barthes quanto Foucault estão interessados. Foucault alerta para os riscos de manter o nome do autor em mente durante a interpretação, porque poderia afetar o valor e significado com o qual se lida com uma interpretação.
Os críticos literários Barthes e Foucault sugerem que os leitores não devem confiar ou procurar a noção de uma voz abrangente ao interpretar um trabalho escrito, devido às complicações inerentes ao título de autor de um escritor. Eles advertem sobre os perigos que as interpretações podem sofrer ao associar o assunto de palavras e linguagem inerentemente significativas à personalidade de uma voz autoral. Em vez disso, os leitores devem permitir que um texto seja interpretado em termos da linguagem como "autor".
A Escrita
... Escrever significa revelar-se ao excesso .... É por isso que nunca se pode ficar sozinho quando se escreve, porque mesmo a noite não é noite suficiente. ... Tenho pensado muitas vezes que o melhor modo de vida para mim seria sentar-me no cômodo mais recôndito de um espaçoso porão trancado com minhas coisas de escrita e uma lâmpada. Comida seria trazida e sempre colocada longe do meu quarto, do lado de fora da porta mais externa da adega. A caminhada até a minha comida, no meu roupão, através dos porões abobadados, seria meu único exercício. Eu então voltava para a minha mesa, comia devagar e com deliberação, depois começava a escrever de novo imediatamente. E como eu iria escrever! De que profundidade eu iria arrastar! [Franz Kafka, "Cartas para Felice", 1913]